# Johan-Frederik Clemens
Pour les articles homonymes, voir Clemens.
Johan-Frederik Clemens (Golnau, 29 novembre 1749 - Copenhague, 5 novembre 1831) est un dessinateur et graveur danois originaire de Poméranie.

## Biographie

### Enfance et formation
Johan-Frederik Clemens est le fils d'un modeste tisserand saxon. Sa famille déménage à Copenhague quand Johan-Frederik est encore enfant. Doué pour le dessin, il entre à l'âge de 11 ans, à l'académie royale de Copenhague (Det Kongelige Danske Kunstakademi). Le sculpteur Simon Carl Stanley (en) le remarque et le pouse à poursuivre une formation en peinture et décoration. En 1764, Clemens entre en formation chez un peintre qui se révèle alcoolique et qui l'exploite. Heureusement, il parvient à devenir apprenti dans l'atelier de Johan Edvard Mandelberg (en), qui formait avec talent ses jeunes élèves. Parmi ses congénères, Clemens se lie d'amitié avec Nikolaj Abraham Abildgaard, Frederik Ludvig Bradt, Johannes Samuel Lymann et bien d'autres, et dont certains allaient acquérir une grande renommée et position dans les années à venir.
En 1765, le directeur de l'Académie danoise, Jacques Saly, lui conseille de devenir sculpteur. Clemens, lui, souhaite devenir graveur sur cuivre. Il entre alors dans l'atelier de Johan Martin Preisler, qui finit par remarquer son élève quand ce dernier lui présente une gravure d'après Jean Daullé. Dès lors, Preisler montre un grand intérêt au talent du jeune Clemens. En 1770, il attire l'attention d'un nouveau protecteur, le peintre spécialisé dans les décors de théâtre, Peter Cramer (en) qui le présente au sculpteur Johannes Wiedewelt (en). Ce dernier commande à Clemens une série de gravures d'après ses propres dessins destinés à illustrer un ouvrage, Peder Paars de Ludvig Holberg, publié en 1772. Wiedewelt et Clemens resteront en lien.

### Voyage à Paris et Genève
Grâce à une bourse offerte par Wiedewelt, Clemens peut quitter Copenhague en 1774 et se rendre à Paris, où il demeure quatre ans. Influencé par le style de Charles-Nicolas Cochin, Clemens se montre productif et grave de nombreux portraits durant son séjour. Il se fiance à Marie Jeanne Crévoisier, qui prendra le nom d'artiste de Marie Jeanne Clemens. Il entre en contact avec l'Académie royale, et tente d'y proposer sa candidature. Ses fonds s'épuisant, ses amis danois lui obtiennent une aide et Clemens en profite pour séjourner à Genève à partir de 1777, accompagné des artistes Jens Juel et Simon Malgo. Là, il produit des vignettes destinées à l'ouvrage de Charles Bonnet, Œuvres d'histoire naturelle et de philosophie.

### Retour à Copenhague
Clemens revient à Copenhague durant l'automne 1778. En 1779, il est nommé graveur du roi, grâce au parrainage de Wiedewelt, et perçoit un salaire annuel qui lui permet de subvenir aux besoins de sa famille. En 1780, il est nommé peintre du roi, en même temps que son ami Jens Juel. Durant les dix années qui suivent, il exécute de nombreux portraits de la famille royale.
Le 27 août 1781, il est à Paris pour épouser Marie Jeanne Crevoisier ; le couple repart pour Copenhague. Clemens forme son épouse à l'art de la gravure et de la peinture et celle-ci acquiert une certaine réputation dans les milieux artistiques danois. En 1782, le père de Clemens meurt. En 1783, Marie Jeanne est reçue à l'Académie royale en tant que pastelliste.
Durant cette période, Clemens produit des eaux-fortes destinées à deux ouvrages : plusieurs ouvrages de Johannes Ewald d'après des dessins d'Abildgaard, commencée en 1780, et une autre série d'illustrations d'après Wiedewelt en 1783. Malheureusement, la planche Adam et Ève destinée au premier volume d'Ewald est jugée indécente et conduit à une rupture de plusieurs années entre Abildgaard et Clemens. Cependant, ils retravaillent ensemble en 1786 avec deux œuvres, Socrate et Lykkens Tempel (« Le Temple du Bonheur ») du même auteur.
Clemens est par ailleurs très impliqué dans les débats scientifiques et philosophiques de son temps. Homme des Lumières, il collabore avec Abildgaard à une série de satires et critiques sociales, religieuses et politiques. 
Clemens est enfin reçu en tant que membre de l'Académie en 1786, après avoir soumis deux gravures représentant le Kronprins Frederik et la princesse Louise Augusta.

### Berlin et Londres
En 1787, Clemens est invité à Berlin à condition d'exécuter une eau-forte d'après un dessin du peintre britannique Edward Francis Cunningham (1741-1793), Frederick the Great Riding Home After Maneuvers at Potsdam (« Frédérique le Grand s'en retournant chez lui après des manœuvres à Potsdam »). Ayant reçu l'approbation royale, il arrive à Berlin en 1788 et vit dans la capitale prussienne quatre années dans des circonstances peu agréables ; Cunningham, malade, se révèle difficile à vivre. Clemens est reçu tout de même à l'académie des arts de Berlin en 1788 où il peut exposer ses travaux.
Il reçut l'approbation royale et s'y rendit l'année suivante. Il a vécu à Berlin pendant quatre ans dans des circonstances moins qu'agréables, car Cunningham était difficile de travailler avec. Il devient membre de l'Académie de Berlin en 1788 et ses œuvres sont exposées à l'Académie de Berlin la même année.
Son épouse succombe à la tuberculose en 1791 à Berlin, laissant derrière elle un fils de neuf ans. Deux autres enfants étaient morts jeunes.
Après le séjour berlinois, Clemens décide de voyager en 1792 à Londres pour travailler sur une nouvelle eau-forte adaptée de La Mort du général Montgomery à la bataille de Québec, le 31 décembre 1775 de John Trumbull. Ce travail lui vaut d'autres commandes pour des gravures basées sur plusieurs autres tableaux de Trumbull et Benjamin West.
Il épouse en secondes noces à Londres, en 1795, Ann Rees.

### Retour à Copenhague et fin de vie
Clemens est de retour au Danemark en 1795. L'Académie royale lui met à sa disposition un appartement en 1797 ; il officie en tant que trésorier de cette institution au cours des années suivantes.
Sa gravure Slaget på Reden (« La bataille de Copenhague ») est publiée en 1801, d'après un dessin de Christian August Lorentzen et devient très populaire du fait du contexte des guerres napoléoniennes.
Clemens est nommé professeur de gravure sur cuivre à l'Académie en 1813, puis professeur extraordinaire à l'École de peinture sur modèle en 1818 à l'âge de 70 ans.
Sa seconde épouse meurt en 1824. Il expose au Charlottenborg Slot (Salon de Charlottenborg, Copenhague) à plusieurs reprises entre 1794 et les années 1820. Il décède le 5 novembre 1831, à l'âge de 81 ans.
Vers la fin de sa vie, il expérimenta la lithographie. Il eut aussi une grande influence sur Christoffer Wilhelm Eckersberg et Constantin Hansen.
Son œuvre comprend plus de 400 planches gravées.

## Galerie

Gravures de Clemens
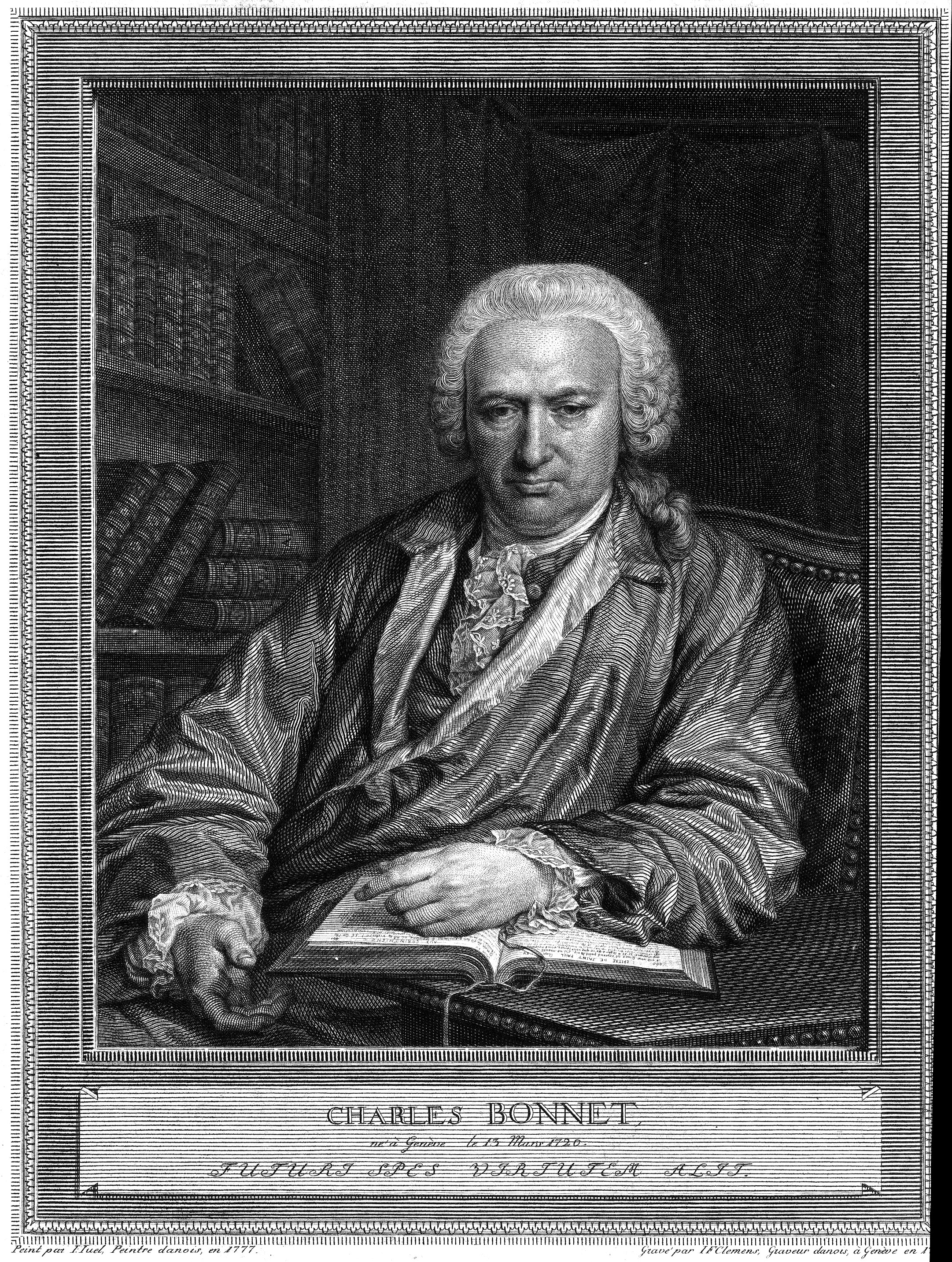
Portrait de Charles Bonnet, fronstispice (Genève, 1777)
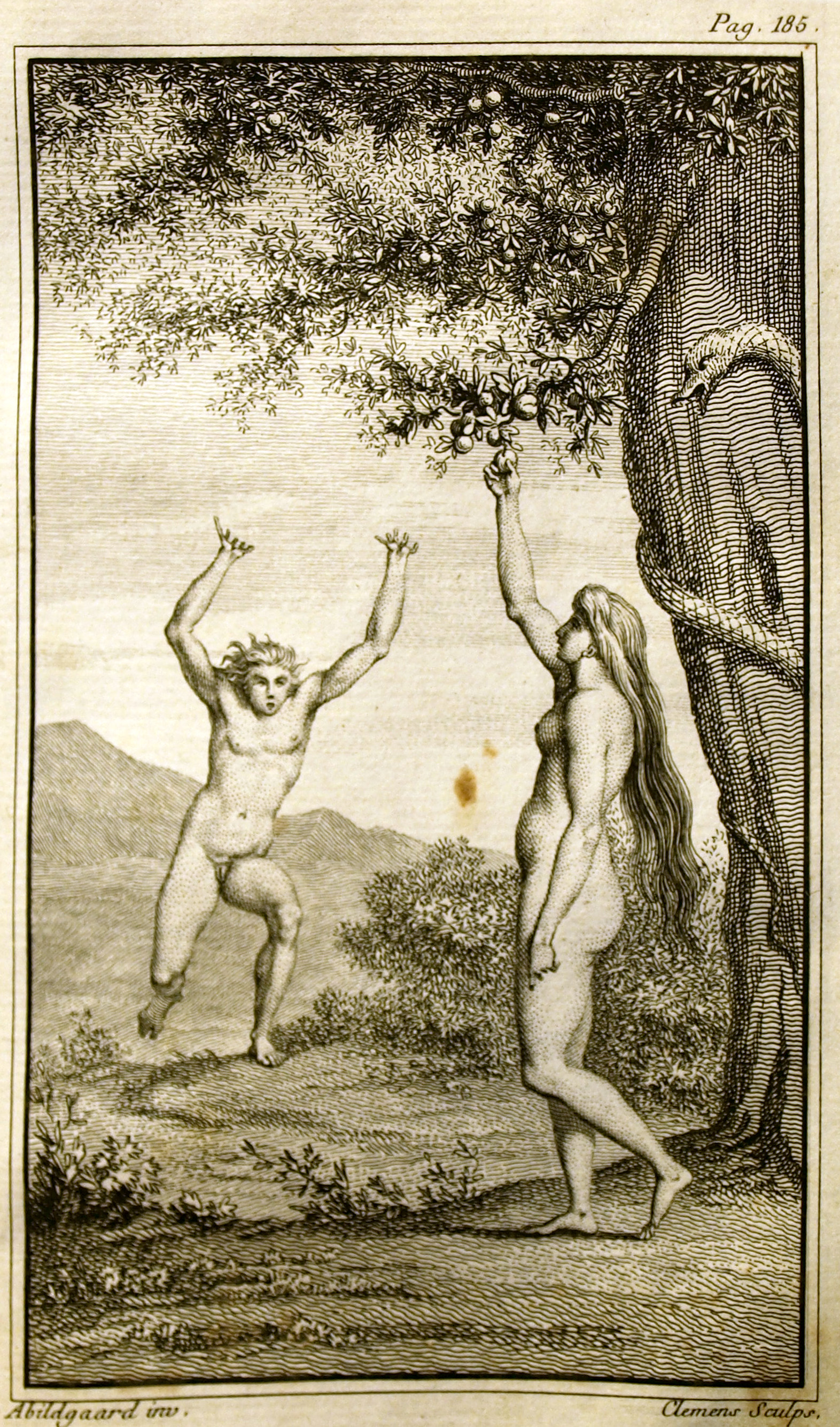
Adam et Ève (1783) d'après un dessin d'Abildgaard
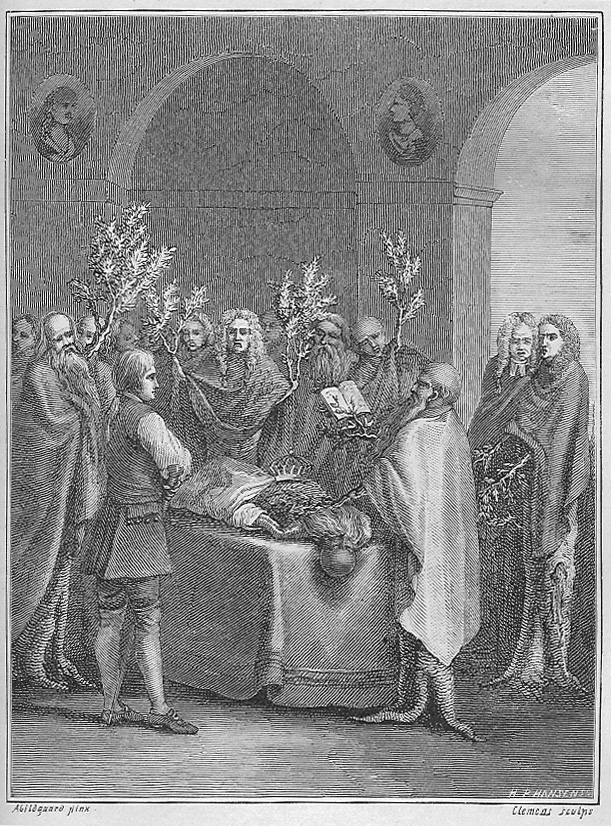
Planche pour Niels Klims underjordiske Rejse (1789) de Ludvig Holberg d'après un dessin d'Abildgaard
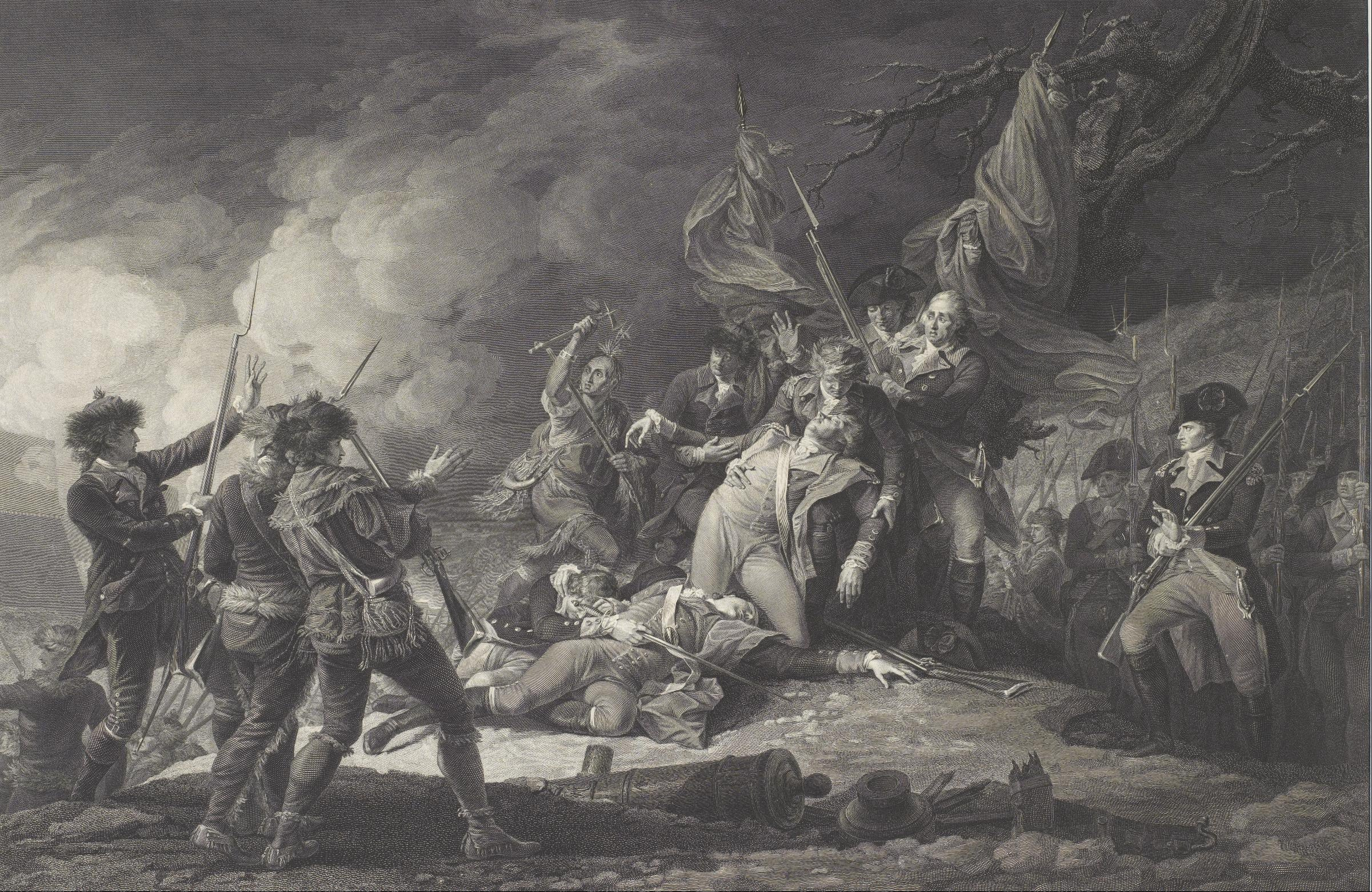
The Death of General Montgomery, In the Attack of Quebec, December 1775 (1798) d'après la peinture de John Trumbull
La Bataille du 2 avril 1801 dans la rade de Copenhague (1801) d'après Christian August Lorentzen